# Kocasinan (district)
Kocasinan is een Turks district in de provincie Kayseri en telt 365.614 inwoners (2007). Het district heeft een oppervlakte van 1452,0 km². Hoofdplaats is Kocasinan.
De bevolkingsontwikkeling van het district is weergegeven in onderstaande tabel.
| 1997    | 2000    | 2007    |
| ------- | ------- | ------- |
| 304.109 | 321.032 | 365.614 |